# Ecolinguística
A Ecolinguística tem sido definida como sendo “o ramo das ciências da linguagem que se preocupa com o aspecto das interações, sejam elas entre duas línguas individuais, entre falantes e grupos de falantes, ou entre língua e mundo, e que intervém a favor de uma diversidade das manifestações e relações para a manutenção do pequeno" (Fill, 1993: 4).
Essa definição abrange praticamente todo o amplo espectro de assuntos que podem ser estudados pela Ecolinguística. Interação é um dos conceitos centrais da Ecologia, motivo pelo qual é também um dos conceitos centrais da Ecolinguística. Nas interações entre “duas línguas individuais”, temos a questão do bilinguismo, a do contato de línguas e outras. O multilinguismo apresenta muitas afinidades com o bilinguismo e pode ser estudado com metodologias semelhantes. Os estados bi-/multilíngues têm que lidar com a questão, mediante uma política e um planejamento linguístico. As interações “entre falantes” compreendem antes de mais nada o estudo do diálogo entre dois interlocutores. Os “grupos de falantes” podem ser constituídos não apenas dos prototípicos – um grupo de pessoas que convivem em determinado lugar e tem uma linguagem própria –, mas também da linguagem dos jovens, dos idosos, do homem versus linguagem da mulher, como faz Deborah Tannen, questões de gênero, enfim, os jargões de todo e qualquer grupo de pessoas detectável no seio da sociedade mais ampla. 
As interações “entre língua e mundo” podem ser de diversos tipos. Um dos aspectos mais visíveis dessas interações é a questão da referência (significação, designação etc.) e da descrição de estados de coisas, no sentido de Ludwig Wittgenstein do Tractatus logico-philosophicus. Mas, elas abrangem também o papel da língua em nossas relações com o mundo. Por exemplo, nosso modo de falar do mundo tende a influenciar nosso modo de lidar com ele, pelo menos até certo ponto. Assim, chamar uma planta de “praga” induz as pessoas a eliminá-la, independentemente do papel que ela possa ter na teia da vida. Um outro aspecto seria o uso de nomes de animais para designar qualidades negativas, como “burro”, “besta”, “cachorro”, “cadela” etc. Isso reflete o antropocentrismo dos humanos, que se consideram os reis da natureza; tudo mais existe para servi-los. Fica implícito que o que não “serve para nada”, ou é nocivo – como alguns animais “venenosos” – deve ser eliminado. No caso da natureza inanimada, dizemos que há “bom tempo” quando não há chuva, sendo que é ela que traz vida à terra. 
O ecolinguista procura intervir “a favor de uma diversidade das manifestações e relações”, segundo o princípio ecológico de que diversidade representa riqueza, pujança. Um ecossistema com apenas duas espécies, como predador e presa, por exemplo, fatalmente desaparecerá se um deles desaparecer. O mesmo não se dá com um ecossistema rico e diversificado como o amazônico; o desaparecimento de uma espécie é facilmente compensado por alguma outra, de modo que a homeostase do todo tende a permanecer, ainda que a natureza física do universo em geral tenda à entropia. Isso vale também para a língua e a cultura: quanto mais diversidade de manifestações tiverem, mais ricas serão.
Defender a diversidade, lutar contra o etnocentrismo e todo tipo de preconceito contra grupos minorizados implica a “manutenção do pequeno”. A ideia capitalista de desenvolvimento implica crescimento, ir do pequeno para o grande. Isso leva inevitavelmente à ideia de que “grande” é melhor do que “pequeno”. Felizmente, tem havido uma conscientização, pelo menos por parte de uma minoria, de que crescimento nem sempre é algo bom, e de que desenvolvimento está no mesmo contexto. Contra o crescimento (growthism) foi proposto o decrescimento (degrowth), para mostrar que a sustentabilidade da vida na face da terra não é compatível com um crescimento ilimitado, como foi discutido no Clube de Roma.  
A vertente da Ecolinguística chamada Linguística ecossistêmica (Couto 2015) vai um pouco além, incluindo em seu objeto de estudo não apenas as relações entre língua, por um lado, e pessoas e mundo, a “exterioridade da linguagem”, por outro lado, também conhecida como exoecologia linguística. Por ter uma visão abrangente, holística de seu objeto, ela inclui nele a “interioridade da linguagem”, a endoecologia linguística (Makkai 1993). Trata-se de questões estruturais (sintaxe, morfologia, fonologia etc.), embora vistas como redes de interações orgânicas (Couto 2016).

## Breve histórico

### Associação entre língua e mundo ou entre língua e meio ambiente
As ideias que levaram ao que hoje é conhecido como Ecolinguística começaram já entre os gregos, com Heráclito (aprox. 540 a.C. - 470 a.C.) e Sócrates (aprox. 469 a.C. - 399 a.C), entre outros. Embora nenhum dos dois tenha falado de língua diretamente, na filosofia de ambos a essência da língua estaria na interação comunicativa, não no sistema. Pulando vários séculos, podemos ir para Wilhelm von Humboldt (1767-1835), cujas ideias são amplamente compatíveis com as da atual disciplina, sobretudo a íntima vinculação que faz de língua com seus falantes e a afirmação de que a língua é atividade (Tätigkeit, enérgeia), não algo feito, estático (Werk, érgon). Mas, um dos autores que anteciparam de modo direto a questão das interações entre língua e mundo, ou meio ambiente, foi Edward Sapir (1912), no início do século XX. Ele distingue meio ambiente social e meio ambiente natural, defendendo a tese de que qualquer influência do meio ambiente físico sobre a língua é filtrada pelo social, sobretudo por intermédio do vocabulário que, em sua opinião é o setor da língua que mais diretamente reflete o meio ambiente de determinado povo. Mas, é em Voegelin & Voegelin (1964, p. 2) que se adotou pela primeira vez “a ampla perspectiva da ecologia linguística”, pois “na ecologia linguística começa-se não com uma língua particular mas com uma área particular, não com atenção seletiva em poucas línguas mas com atenção abrangente em todas as línguas de uma área”. 
A obra considerada o ponto de partida para todo o movimento ecolinguístico é o texto do sociolinguista noruego-americano Einar Haugen (1972) “The ecology of language”, proferido como palestra em 1970 em um evento na Áustria, publicado em um pequeno boletim em 1971 e, em 1972, como capítulo do livro homônimo The ecology of language. Uma outra evidência de que a ideia de um estudo dos fenômenos da linguagem da perspectiva ecológica estava pairando no ar é a publicação da obra coletiva Studies in language ecology na Alemanha, em 1983, com 14 capítulos de autores das mais diversas orientações teóricas, mas todos associando linguagem e ecologia. O ambiente estava preparado para o surgimento da disciplina Ecolinguística. 

### O nascimento da Ecolinguística
Até aqui vimos um pequeno histórico da ideia de associar “língua e mundo”, “língua e meio ambiente”, “língua e ecologia”, bem antes do surgimento da palavra “ecolinguística” que, ao que se sabe, teria sido usada pela primeira vez por Einar Haugen, oralmente, em uma conversa com Adam Makkai em 1972. O primeiro registro que se tem dela por escrito, no entanto, se deu em Marcellesi (1975). No ano seguinte ela apareceu de novo em Gobard (1976), que acrescentou que o linguista aplicado Joe D. Palmer teria usado o termo em 1974, sem citar fontes. 
Aparentemente quem primeiro fundiu a “ideia de ecolinguística” com a palavra “ecolinguística” foi o psicolinguista Salzinger (1979). Ele certamente ignorava os usos anteriores do termo, pois asseverou que estava propondo um novo termo para designar o que ele e os psicolinguistas behavioristas em geral faziam de modo um tanto mecânico. Embora este ensaio venha sendo ignorado pelos ecolinguistas, é uma boa referência para se entender a Ecolinguística atual. No seu livro L’homme de paroles, (Paris: Fayard, 1985, p. 328), Claude Hagège disse, de passagem, que "uma futura ecolinguística deveria estudar o modo pelo qual são integradas na língua referências 'naturais' culturalizadas, tais como pontos cardeais, particularidades geográficas, habitações humanas, elementos cósmicos". Como Sapir, ele viu o objeto de uma Ecolinguística que ainda não existia na relação língua-mundo, ou seja, no lado descritivo, referencial da língua. 
A partir desta data começam a surgir diversas publicações de caráter ecolinguístico. Uma das mais relevantes é o livro Wörter zu Pflugscharen (Palavras para a lâmina do arado), de Alwin Fill (Viena: Böhlau, 1987), em que a palavra “ecolinguística” (Ökolinguistik) aparece pelo menos uma vez. No entanto, a grande contribuição desse livro para a Ecolinguística praticada na Europa é ter asseverado que o estudo “morfológico” (fenômenos de gramática) já está relativamente bem feito. A partir de então era necessário dedicar-se a uma Linguística “ecológica”. No ano de 1990 surgiu um ensaio e um livro de alto interesse ecolinguístico. O ensaio é “New Ways of Meaning: the Challenge to Applied Linguistics”, resultado de uma palestra proferida por Michael Halliday no encontro da AILA em Tessalônica, Grécia, em 1990, publicado no Journal of Applied Linguistics (n. 6, p. 7-36, 1990) e reproduzido em diversas coletâneas pouco depois, inclusive em Fill & Mühlhäusler (2001). Halliday defende a tese de que em vez de refletir a realidade, a linguagem a cria e a tarefa da Linguística Aplicada seria interpretar a construção da realidade pela linguagem, inclusive nas estruturas gramaticais. Essa é a posição da maioria dos ecolinguistas. 
O livro é Trampe (1990), resultado de sua tese de doutorado defendida em 1988 sob a orientação do ecologista e filósofo da linguagem Peter Finke. O autor apresenta um programa bem amplo para a Ecolinguística, sob o nome de Linguística Ecológica (Ökologische Linguistik). Sua base teórica é a proposta do “sistema língua-mundo” (Sprache-Welt-System) de Peter Finke (1996). Trampe usa a palavra “eco-linguística” apenas uma vez, ao lado do adjetivo “ecolinguístico” (ökolinguistisch) também uma única vez. É claro que há outras publicações, de outros autores, mas não é possível arrolá-las todas. De qualquer forma, três anos depois foram publicados dois livros que marcaram o início da consolidação da Ecolinguística.   

### Consolidação da Ecolinguística
A consolidação da Ecolinguística como disciplina acadêmica começa para valer com Fill (1993) e Makkai (1993). O livro de Fill é o primeiro manual de introdução à Ecolinguística.  Apesar de ter sido publicado no início da década de noventa do século passado, ainda pode ser usado como obra de referência em cursos de Ecolinguística. O de Makkai é uma coletânea de artigos publicados esparsamente, tratando de assuntos os mais diversos e combinando a teoria da Linguística Estratificacional (agora “Linguística Neurocognitiva”), proposta inicialmente por Sydney M. Lamb, com ideias da Ecologia. Contrariamente à Gramática Gerativa de Noam Chomsky, contemporâneo de Lamb, a Linguística Neurocognitiva vê o que se chama de “estrutura” como redes de relações (relational networks) (MAKKAI, 1993; LAMB, 1999). O livro de Makkai contém desde interpretações de poemas e de ensaios sobre tradução até análise de fenômenos sintáticos, morfológicos e fonológicos. Já é uma tentativa de olhar para os fenômenos da linguagem de uma perspectiva holística, embora não tão completamente como faz a Linguística Ecossistêmica (Couto 2015).  
Houve ainda muitos eventos, seminários e mesas-redondas em diversas universidades, algumas no contexto da AILA, que contribuíram para a disseminação da Ecolinguística no cenário acadêmico. Grande parte dos trabalhos apresentados nesses eventos foram publicados em forma de livro, outra contribuição para a divulgação da disciplina. Entre esses livros sobressaem-se Fill (1996), resultado do simpósio “Sprachökologie und Ökolinguistik” (Ecologia Linguística e Ecolinguística), em Klagenfurt, 1995. Quanto a Fill, Penz & Trampe (2002), contém trabalhos dos simpósios “30 Years of language and ecology” (Graz, 2000) e “Sprache und Ökologie” (Língua e Ecologia) (Passau, 2001). Na mesma época surgiu uma coletânea com 23 ensaios em homenagem a Alwin Fill (Kettemann & Penz, 2000). Os ensaios contidos nesses livros estão quase todos em alemão, com uns poucos em inglês. Porém, há duas coletâneas em inglês que vale a pena ressaltar. Uma delas é Fill & Mühlhäusler (2001), a primeira inteiramente em inglês. A segunda é mais recente (Fill & Penz 2018) e contém 29 capítulos por diversos autores. Os textos dessa coletânea dão uma visão de praticamente todas as tendências da Ecolinguística atual. 
O primeiro livro sobre Ecolinguística publicado no Brasil é Couto (2007), uma volumosa introdução à disciplina que, entre outros tópicos, propõe a inclusão do sub-ramo Etnoecologia Linguística, sugerido pelas etnociências. Em 2017 houve um seminário comemorativo dos 10 anos de Ecolinguística no Brasil, com os trabalhos publicados em (Couto, Dourado, Nowogrodzki da Silva, Avelar Filho, 2017).

## Algumas tendências teóricas e alguns grupos de Ecolinguística pelo mundo

### Teorias
Embora seja uma disciplina relativamente jovem, a Ecolinguística já apresenta algumas ramificações teóricas. Uma das mais antigas é a Linguística Dialética ou Ecolinguística Dialética, de Odense (Dinamarca). Ela vê a língua basicamente como interação, apresentando três dimensões: bio-lógica, ideo-lógica e sócio-lógica. Ela se dedica não apenas à exoecologia da língua, mas também à sua endoecologia (Bang & Døør 2007). O que se faz sob a rubrica Ecolinguística Crítica tem muito a ver com a Análise do Discurso Crítica, sobretudo nos estudos sobre questões ambientais e de defesa dos grupos minorizados. Alguns autores falam em Análise do Discurso Ecológica, embora não haja um grupo específico de praticantes (Alexander & Stibbe 2014). A Ecologia das Línguas, já praticada pelos pioneiros Voegelin & Voegelin (1964) e Haugen (1972), tem muitos representantes inclusive entre os sociolinguistas. A Linguística Ecossistêmica teve início no eixo Brasília-Goiânia, mas hoje está se difundindo por todo o Brasil e até outros países da América Latina. Como parte dela existe a Análise do Discurso Ecossistêmica e a Etnoecologia Linguística (Couto 2007, p. 219-280).  

### Grupos de ecolinguistas
Em termos cronológicos, o grupo de Odense vem em primeiro lugar, pois ele existe como Linguística Dialética desde pelo menos a década de oitenta do século passado, tendo como líderes o linguista Jørgen Bang e o filósofo Jørgen Døør. Um dos discípulos que tem se destacado é Sune Vork Steffensen, que tem promovido diversos eventos de caráter ecolinguístico. Poderíamos dizer que, guardadas as devidas proporções, a Dinamarca é onde se concentra o maior número de ecolinguistas. Um segundo grupo de ecolinguistas de grande importância é indubitavelmente o de Graz, Áustria, em torno de Alwin Fill, com a colaboração de Hermine Penz. É desse grupo que têm saído diversos livros coletivos e é nele que se têm organizado muitos eventos de natureza ecolinguística. Um outro importante grupo é o que se congrega em torno de Arran Stibbe, na University of Gloucestershire, Cheltenham, Reino Unido. Essa universidade sedia a International Ecolinguistics Association-IEA (http://ecolinguistics-association.org/), maior site de Ecolinguística do mundo. O site contém a revista online Language & Ecology, desde o início do ano 2000, um curso de Ecolinguística gratuito online e uma lista de discussão com cerca de mil membros do mundo inteiro. No Brasil, o grupo centrado na Universidade de Brasília e na Universidade Federal de Goiás, Goiânia, apresenta diversas atividades. Na UFG, as atividades se dão em torno do Núcleo de Estudos de Ecolinguística e Imaginário (NELIM). Na Universidade de Brasília existem o site “Ecolinguística: Linguística Ecossistêmica” (http://www.ecoling.unb.br/), com diversas seções, inclusive uma de ebooks, uma de textos ecolinguísticos em espanhol e muitas outras informações. A universidade hospeda também Ecolinguística: revista brasileira de ecolinguística (ECO-REBEL) (http://periodicos.unb.br/index.php/erbel/) com dez volumes publicados até final de 2019. Recentemente foi fundado na UnB o Grupo de Estudos e Pesquisas em Linguística Ecossistêmica (GEPLE). Na Università degli Studi di Udine, Itália, há um grupo de ecolinguistas liderado por Maria Bortoluzzi, que tem publicado dossiês em Language & Ecology da IEA. Um dos grupos mais recentes encontra-se na South China Agricultural University, em Guangzhou, China, sob a liderança de Huang Guowen. Aí existe o primeiro Centro de Ecolinguística como parte da organização acadêmica de uma universidade. Esse grupo já promoveu três encontros locais de ecolinguística, sendo o primeiro em 2016 e o terceiro em 2018. Esses encontros são precursores do ICE-4 (International Conference on Ecolinguistics), realizado em Odense em 2019. Em Barcelona, Catalunha, existe um grupo de investigadores de Ecologia das Línguas, com ênfase nas difíceis relações entre o catalão nativo e o castelhano vindo de fora. Enfim, hoje em dia existem muitos ecolinguistas no Irã, na Indonésia, nos países do Leste Europeu e em muitos outros países.  

## Algumas fontes de pesquisa disponíveis na internet
O site mais antigo é “Ecolinguistics” (http://www-gewi.uni-graz.at/ecoling/), baseado em Graz, Áustria, organizado por Alwin Fill.  Em seguida vem o de Cheltenham (http://ecolinguistics-association.org/) e o de Brasília (http://www.ecoling.unb.br/). Em termos de publicações existem Language & Ecology, do site de Cheltenham, e ECO-REBEL (http://periodicos.unb.br/index.php/erbel/). Por fim, relacionados ao Grupo de Brasília existem três blogs com textos ecolinguísticos. São eles: 
1)      http://meioambienteelinguagem.blogspot.com/ (com 27 textos, em português);
2)      http://aarvinha.blogspot.com (com 6 textos em português);
3)      http://ecosystemic-linguistics.blogspot.com/ (com 7 textos em inglês).

## Eventos
Existem pelo menos quatro eventos ecolinguísticos anuais ou bienais. O I Encontro Brasileiro de Ecolinguística (I EBE) foi realizado em 2012 na Universidade de Brasília e, em 2018, realizou-se o IV EBE na Universidade Federal do Ceará. Uma seleção de trabalhos do primeiro está em Cadernos de linguagem e sociedade v. 14, n. 1, 2013 (http://periodicos.unb.br/index.php/les/issue/view/717); os trabalhos do segundo estão publicados em Revista de letras v. 2, n. 37, 2018 (http://www.periodicos.ufc.br/revletras/issue/view/796). Em 2013, realizou-se na UFG o I Encontro Brasileiro de Imaginário e Ecolinguística (I EBIME), com apresentações na área de antropologia do imaginário de Gilbert Durand e na de Ecolinguística. O IV EBIME se deu na mesma universidade, em 2019. Para detalhes sobre os encontros do EBIME e do EBE, pode-se consultar a seção Eventos do site de Ecolinguística (http://www.ecoling.unb.br/), onde se encontram todos os cadernos de resumo. Quanto a eventos internacionais, temos os que foram realizados em Graz, Áustria, como Ecolinguiticum em 2015, precedido de vários outros. Na China, teve lugar o The First Symposium on Ecolinguistics, Guangzhou, 2016, e o segundo em 2017. Em 2018, ele passou a se chamar The 3rd International Conference on Ecolinguistics. O 4th International Conference on Ecolinguistics aconteceu em Odense, em 2019, tendo os encontros nacionais da China continuado, como encontros locais. 